# The Crooked Road
The Crooked Road é um filme mudo norte-americano de 1911 em curta-metragem, do gênero drama, dirigido por D. W. Griffith e Frank Powell. O dois diretores não são confirmados. The Crooked Road foi um dos últimos filmes estrelados por Stephanie Longfellow, uma atriz que trabalhou principalmente com Griffith por cerca de dois anos, muitas vezes em papéis principais.